# トニー・ドリゴ
トニー・ドリゴ（Tony Dorigo、1965年12月31日 - ）は、オーストラリア・アデレード出身の元プロサッカー選手。元サッカーイングランド代表。現役時代のポジションは、DF。

## 経歴

### クラブ
父はイタリア人。10代でイングランドに渡り、トライアルを経てアストン・ヴィラFCと契約した。
1987年、47万5千ポンドでチェルシーFCに移籍。加入初年度、チームはセカンドディビジョンに降格してしまったが、チームのベストプレーヤーに選出された。チームに残留すると、1年でファーストディビジョン復帰を果たした。チェルシーでは180試合に出場し、11ゴールを挙げた。
1991年夏、リーズ・ユナイテッドAFCに130万ポンドで移籍。リーズでも中心選手として活躍し、1991-92シーズンのチームMVPに選ばれた。
1997年、トリノFCに移籍。1シーズンプレーした後、トリノの財政問題からダービー・カウンティFCに移籍。
2000年、ストーク・シティFCに移籍。シーズン終了後、35歳で現役引退を表明。

### 代表
1986 FIFAワールドカップ・予選の際、オーストラリア代表の招集を受けたが、アストン・ヴィラのトニー・バートン監督が拒否した。
1989年のユーゴスラヴィア戦でイングランド代表デビュー。UEFA欧州選手権1988ではケニー・サムソンのバックアッパーとしてサプライズ選出された。1990 FIFAワールドカップにも出場し、3位決定戦のイタリア戦でデビッド・プラットの同点ゴールをアシストした。

## 所属クラブ
ユース
- アデレード・シティFC

プロ
- アストン・ヴィラFC 1983-1987
- チェルシーFC 1987-1991
- リーズ・ユナイテッドAFC 1991-1997 (loan)
- トリノFC 1997-1998
- ダービー・カウンティFC 1998-2000
- ストーク・シティFC 2000-2001

## 代表歴
- イングランドU-21
- イングランドB
- イングランド
  - UEFA欧州選手権1988
  - 1990 FIFAワールドカップ
  - UEFA EURO '92

## タイトル

### クラブ
チェルシー
- フットボールリーグ・セカンドディビジョン (1): 1988–89
- フル・メンバーズ・カップ (1): 1990

リーズ・ユナイテッド
- フットボールリーグ・ファーストディビジョン (1): 1991–92
- チャリティー・シールド (1): 1992

### 個人
- フットボールリーグ・セカンドディビジョン年間ベストイレブン: 1988-89
- プレミアリーグ年間ベストイレブン: 1992-93